# Victor Morev
Victor Morev (n. 13 mai 1944, regiunea Kalinin, Rusia) este un politician moldovean. Înainte de căderea URSS a condus structuri de partid, iar din 1995 până în 2001 a deținut funcția de primar al municipiului Bălți.
La absolvirea Institutului Politehnic din Kalinin, a primit îndreptare la Uzina „Lenin” (actualmente „Răut”) din Bălți în anul 1971. A activat pe parcursul a mai multor ani în calitate de inginer, maistru, maistru superior, șef de secție.
În aprilie 1975 a început lucrul de partid. Între anii 1987 - 1990 a activat în calitate de președinte al Comitetului Executiv Bălți. După căderea URSS cu tot cu PCUS, Victor Morev, fost absolvent al Școlii superioare a PCUS din Rostov (Rusia).
În august 1992, a creat și a condus, alături de Valeriu Senic, Partidul Socialist din Moldova (PSM), care a reunit mulți foști membri ai Partidului Comunist. Peste doi ani, socialiștii, susținuți de comuniști, au intrat în Parlament.
În 1995 Consiliul Municipal Bălți l-a ales pe Victor Morev la funcția de primar al municipiului cu 39 de voturi pro, 2 - contra și o abținere.
În prezent ex-deputatul Victor Morev este anunțat în căutare internațională, fiind suspectat de prejudicierea bugetului public național.
Victor Morev și-a depășit atribuțiile de serviciu în perioada exercitării mandatului de primar al municipiului Bălți, prin diminuarea prețurilor la unele loturi de pământ pe care le-a comercializat în localitate. Organele de anchetă au stabilit că în perioada 2000 - 2001, Morev a comercializat ilegal câteva zeci de loturi de pământ către anumite întreprinderi individuale, firme și societăți pe acțiuni, aducând prejudicii importante bugetului de stat.
Victor Morev a părăsit locul de trai și a plecat în Rusia, îndată după ce a aflat despre depistarea infracțiunilor comise de el. În 2006, pe numele lui Morev a fost inițiată o urmărire penală în baza art. 328 (3) Cod Penal (excesul de putere sau depășirea atribuțiilor de serviciu), care prevede o pedeapsă cu privațiune de libertate până la 15 ani. Ancheta a fost suspendată pe 15 aprilie 2016 datorită faptului că acuzatul a dispărut, evitând urmărirea penală.